# 圖示
，广义上指所有有指示作用的标志，在中文中一般指電腦螢幕的桌面上用來指示用戶執行各种操作的圖像，作为字符显示的重要辅助。

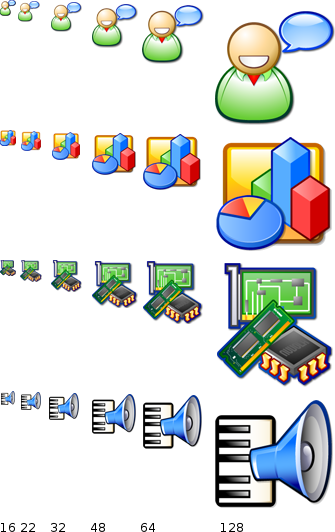
圖示不一定是點陣圖。例如KDE界面使用的Nuvola圖示，除了包括以PNG格式為基礎、由六個不同大小的點陣圖示之外；另還包括一個SVG格式的向量圖示。

圖示的大小多數都是一個正方形的像素矩陣，從 16×16 到 256×256 等不同大小。亦有一些系統可以使用向量的圖示，甚或一些大至 512×512 的圖像矩陣。

## 历史
1970年代，Xerox的帕羅奧多研究中心公司首先为设备开发出圖示，使新手易于掌握。随后图标随着蘋果電腦公司的Macintosh 和微軟的Windows流行开来。現代電腦多媒体處理能力强大，图标得到广泛的应用。

## 應用
1. 檔案類型的識別（document icons），依副檔名分別對應特定的圖示顯示。
2. 應用程式的圖示（application icons），應用程式在製作時，大多會包含進足以做應用程式識別的圖示。
3. 在應用程式裡的操作：
  1. 工具列上的圖示按鈕（toolbar icons）
  2. 菜单上的圖示（menu icons）

## 使用時注意事項

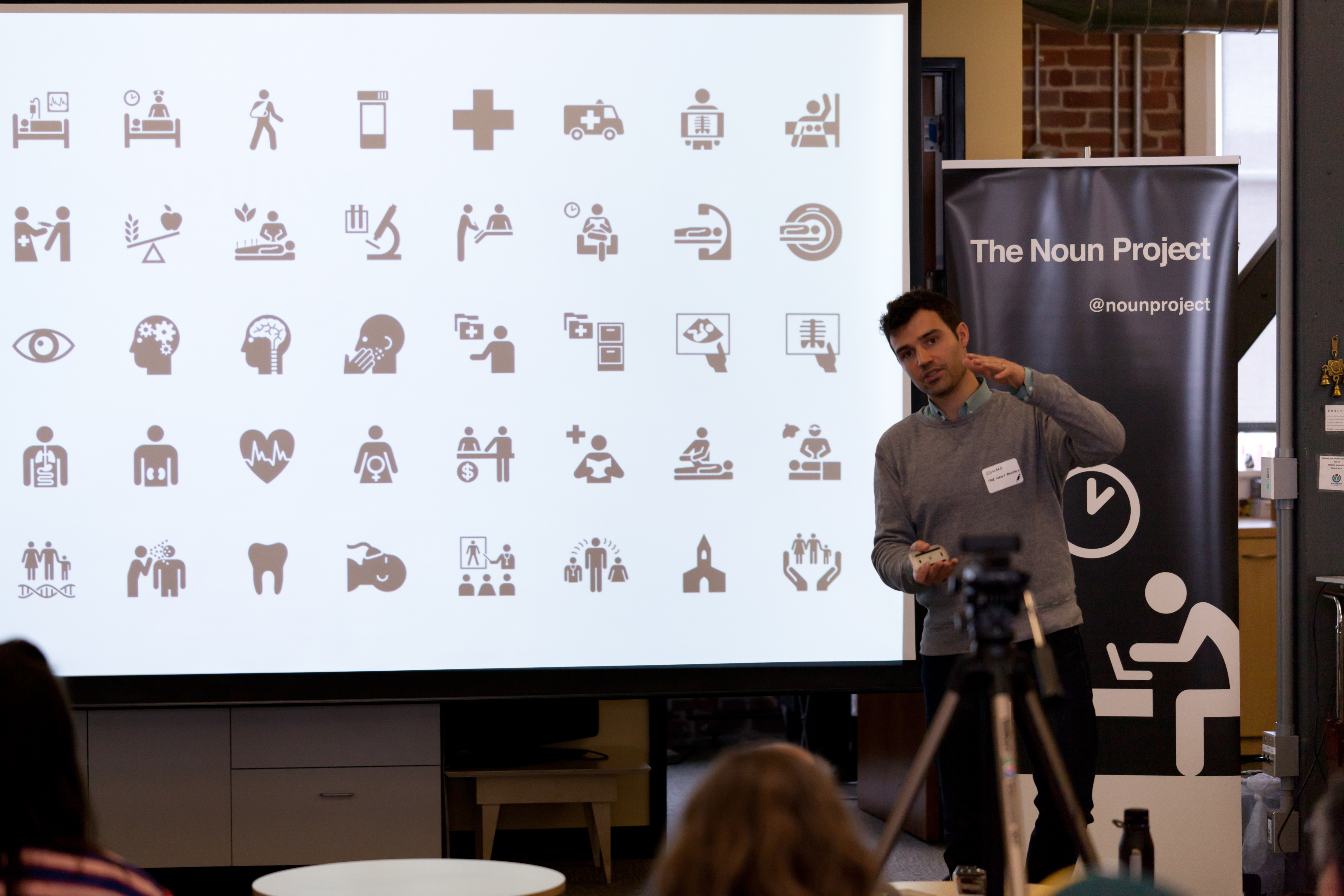
圖示概念系統發表會

拥有图形用户界面的操作系统几乎都使用基于图标的圖形用戶界面（GUI）。电脑上的图标最常用于显示文件、设备，以及显示在按钮、工具栏和菜单上。用来指示数据、命令和表情等其它信息。显示输出设备的分辨率大时，用大的图标显示效果较好，反之亦然。
視覺被削弱的用戶（由於像粗劣的照明設備、疲乏的眼睛、醫療損傷、明亮的背景或色盲之类的情況）也許需要自定义图标的显示尺寸。
Windows 中常用的图标文件格式是ICO（往往集成到DLL或是EXE文件中），不像其它操作系统可以直接使用PNG格式的图标。Mac OS则可使用ICNS文件格式的图标。
好的图标应该可以提高用户的操作效率，不易让人发生误操作。

## 外部連結
- 中的“Icons”
- https://web.archive.org/web/20100325172035/http://library.gnome.org/devel/hig-book/stable/icons-types.html.en - GNOME Documentation Library
- Guidebooks Components （页面存档备份，存于） - timeline of icons of various graphical user interfaces
- Microsoft's Let's Make a Theme: Customize windows XP - article containing Microsoft's definition of 'icon'.
- Microsoft Developer Network Creating Windows XP Icons （页面存档备份，存于）
- Microsoft Developer Network Creating Windows Vista Icons（页面存档备份，存于）
- Apple Developer Connection Introduction to Apple Human Interface Guidelines - contains guidelines for creating Mac OS X icons
- KDE's Icon Style Guide
- GNOME Human Interface Guidelines 2.0 （页面存档备份，存于）
- 在线创建、转换.ico文件的网站 （页面存档备份，存于）